# Apophis (demon)
Apophis of Apepi is in de Egyptische mythologie een reusachtige slangendemon. Hij is het meest algemeen bekend onder de Griekse naam Apophis. Apophis gold als tegenspeler van de zonnegoden Aton en Ra, en was als zodanig symbool van de donkere machten. Apophis probeerde bij zonsopkomst en zonsondergang de zonnegod op te slokken als die 's nachts door de onderwereld reisde. Als Apophis daar in zou slagen kwam de zon niet meer op en dan zou de wereld levenloos worden. Gelukkig beschermde Ra de zonnegod en verjoeg het monster. Het bloed van de gewonde demon kleurde de hemel rood als bewijs van de overwinning van Aton.
De god is voor het eerst gezien op wanden in het Middenrijk. De god werd als vruchtbaarheidsgodheid aanbeden door sommigen in tijden van paniek en armoe (als de Nijl niet stroomde). In het Nieuwe Rijk wordt deze godheid het meeste uitgebeeld op wanden bij farao's. De god stond in Egypte over het algemeen bekend als de God van Chaos.

## Verschijning
Apophis wordt afgebeeld als een grote, kronkelende slang. Het kronkelen zou benadrukken dat de slang zeer groot was. Verschillende soorten slangen hebben model gestaan voor deze god. Altijd is Apophis afgebeeld in een verwarde toestand en vechtend met Ra of een andere god, waarbij hij dan meerdere messen in zijn lijf heeft.

## Verering
De antigod werd niet vereerd in tempels in een stad, maar werd wel afgebeeld in tempels, waar hij bestreden werd door verschillende goden. De god heeft een eigen boek, het "boek van Apophis", waarin verschillende magische spreuken stonden die Apophis konden vernietigen.
Ook in het Boek der doden staat een spreuk ter bestrijding van deze god. In de late tijd werden spreuken in tempels opgenoemd om de wereld (Egypte) te beschermen.
Aker · Amaoenet · Ammit · Amenhotep, zoon van Hapoe · Amon · Amon-Re · Amset · Anat · Andjeti · Anhoer · Anubis · Anoeket · Apedemak · Apepi · Apis · Arensnuphis · Astarte · Atoem · Aton · Baäl · Baälat · Bat · Banebdjedet · Bastet · Benben · Benoe · Bes · Buchis · Chentiamentioe · Chepri · Chons · Doeamoetef · Geb · Hapy (Nijlgod) · Hapy (zoon van Horus) · Harmachis · Harpocrates · Hathor · Hatmehyt · Heh en Hehet · Heka · Heket · Herisjef · Hesat · Horus · Hoe · Iaret · Imhotep · Ishtar · Isis · Isis-Sothis · Kebehsenoef · Kek · Chnoem · Maät · Mandulis · Mentoe · Meretseger · Mesechenet · Min · Miysis · Mnevis · Moet · Naoenet · Nechbet · Nechen en Pe · Nefertem · Neith · Nennoe · Nephthys · Noen · Noet · Osiris · Pachet · Ptah · Qetesh · Ra · Renenoetet · Renpit · Resjef · Satet · Sechmet · Selket · Serapis · Sesjat · Seth · Sjoe · Sobek · Sokaris · Sopdet · Ta-Bitjet · Tabh · Tatenen · Taweret · Tefnoet · Thoth · Wadjet · Wepwawet · Werethekaoe ·